# Command & Conquer 3: La ira de Kane
Command & Conquer 3: La ira de Kane (en su versión original en inglés Command & Conquer 3: Kane's Wrath) es un videojuego de estrategia en tiempo real (RTS) el cual salió a la venta el 23 de marzo de 2008, fue programado para Xbox 360 y para Windows. El juego para Xbox 360 es un juego independiente pero la versión para Windows es una expansión para el juego Command & Conquer 3: Tiberium Wars y requiere de éste para ser jugado.

## Personajes
- Kane Es el mesías de nod . Es interpretado por Joseph Kucan.

- Alexa Kovacs: Aparece en El acto 2 nos dice las misiones. Alexa fue reclutada desde niña a la hermandad, encontrada cuando sus padres murieron por los ciborgs de C.A.B.A.L. ella es la que construye el redentor, cuando Kane supo que L.E.G.I.O.N. recibía mensajes de C.A.B.A.L. ella infectó a L.E.G.I.O.N. con un virus que lo desactivó hasta el Acto 3. Antes de que L.E.G.I.O.N. se desactivara, ella trata de eliminar a L.E.G.I.O.N. diciendo la frase Peace Through Power, que traducido significa paz a través del poder. Es interpretada por Natasha Henridge.

- Marcion: Líder de la Mano Negra después de la segunda guerra del tiberio, uno de sus seguidores asesinó a Anton Slavik. Cuando NOD perdió esta guerra, quiso separar a la Mano Negra de la hermandad afirmando que Kane los había traicionado, durante el acto 1 de la campaña sus cuarteles son destruidos por L.E.G.I.O.N. pero escapa. Entonces su convoy es destruido y es llevado ante Kane, que lo usa como marioneta para recuperar el control sobre la mano negra. Es interpretado por Carl Lumby.

- L.E.G.I.O.N. (Logarithmically Engineered Governing Intelligence Of Nod)

Es a quien Personificamos en la Campaña de Kane's Wrath, L.E.G.I.O.N. es el sustituto de C.A.B.A.L. Es despertado en el año 2034 cuando se inicia el primer acto de la campaña cuando Kane, malherido le dice que la hermandad de Nod había perdido la segunda guerra del tiberio causando la fragmentación de la hermandad, por lo que la reunifica después de una explosión de una fábrica que almacenaba Tibero líquido. Cuando la hermandad es reunificada es desactivado por Kane y reactivado dos años antes de la tercera guerra del tiberio para que el la inicie saboteando los cañones de iones y destruyendo el centro espacial G.D.S.S. PHILADELPHIA, él es el único que recibe señales del tácito, una extraña matriz de conocimiento alien.

## Modos de juego
Command & Conquer 3: La ira de Kane, tiene cuatro modalidades de juego además de su propia campaña:

### Campo de entrenamiento
Es la modalidad de entrenamiento, en donde se aprende la construcción de estructuras y unidades, así como la movilidad de éstas, en esta opción, están disponibles los comandos para las investigaciones y mejoras para reforzar tanto unidades móviles como construcciones.

### Los retos de Kane(solo Xbox 360)
Son el sustituto de la conquista global en Xbox 360, son 10 misiones que se desbloquean gradualmente conforme se avanza a través de éstas, es decir, solo se podrá jugar en la segunda misión si se obtiene la victoria en el primer reto y así sucesivamente, cada una de las facciones que están disponibles en Command & Conquer 3: La ira de Kane tienen sus propios 10 retos.

### Escaramuza
Es la modalidad en la que se pueden personalizar las partidas rápidas, para jugar con hasta tres personas a través de xbox live, o tres ordenadores, en este modo de juego comienzas únicamente con el VMC desplegado, que es la estructura principal de la base, con esta unidad construyes prácticamente toda la base. Antes de comenzar la partida rápida, se puede elegir la dificultad de cada uno de los enemigos si se juega en contra la IA, así como el color de tus unidades y la creación de equipos.

### Dominación global
Esta modalidad reemplaza a los retos de Kane en la versión para Windows, es muy parecido al juego de mesa "Risk" que usa el mapa mundial como escenario, en esta modalidad cada facción tiene un objetivo específico y aquella facción que haya completado todos sus objetivos o haya eliminado a las otras dos facciones ganará la partida.

## Facciones
La saga del tiberio de Command and Conquer se componía originalmente de 2 facciones, la GDI y la hermandad de Nod y fue así en todos los juegos posteriores hasta Command and Conquer 3: Tiberium Wars en el que se incorpora una nueva facción alienígena, los Scrin. En esta nueva entrega se mantienen las tres facciones del juego anterior, la novedad radica en nuevas unidades, tecnologías y a su vez agrega 2 subfacciones por cada bando.
Para un vistazo rápido los 3 ejércitos principales, La GDI, La Hermandad de Nod y Los Scrin, se mantienen equilibrados tanto en el uso de aeronaves, vehículos e infantería como en ataque y defensa, mientras que sus respectivas subfacciones se especializaran en alguna de estas características, por ejemplo una subfacción carecería de algunas unidades y tecnologías en materia de infiltración y sigilo, pero lo compensarían con potentes capacidades para el combate directo, o en otro caso una subfacción desaprovecharía a su infantería y vehículos para dar paso a una fuerza aérea superior.
A continuación cada facción y sus respectivas subfacciones. 

### G.D.I. (Global defense Iniciative)(Facción)
La estructura interna de la GDI actuó originalmente como una organización extraterritorial que podía operar a gran escala en todo el mundo; la componen los ejércitos convencionales modernos que actúan tanto individualmente como una sola fuerza a nivel global. La GDI fue en sus inicios una desesperada coalición concebida por las Naciones Unidas con el propósito de estudiar y frenar la implacable devastación que el tiberio le propinaba al planeta y reafirmar el orden en el caos provocado por esta infestación, en última instancia serían los únicos capaces de hacer frente a la creciente amenaza de la llamada hermandad de NOD, en un principio mediante campañas encubiertas y clandestinas hasta combatir abiertamente en las devastadoras guerras del tiberio.
La GDI se beneficia de la tecnología más avanzada siendo capaz al instante de desplegar cantidades considerables de soldados bien entrenados y bien equipados apoyados por una aunque lenta pero poderosa fuerza terrestre, aérea y naval sobre cualquier punto sobre el globo terrestre, entre sus filas figura una estructura altamente avanzada y organizada a una escala mucho mayor a la que cualquier fuerza militar anterior posiblemente podría. Para cuando desaparecieron las principales naciones democráticas del mundo la GDI pasó a ser una nación legitima centrada en su propósito original de retornar el orden convirtiéndose en los herederos del mundo civilizado.

#### STEEL TALONS o Garras de Acero(Subfacción)
Luego de la segunda guerra del tiberio, la aplastante victoria de la GDI sobre la hermandad de NOD y la aparente muerte de su líder Kane, los noditas habían sido sistemáticamente exterminados y apenas quedaban algunos reductos y focos de resistencia, a lo que la GDI no consideró una amenaza prioritaria, así que en los años venideros el alto mando de la GDI volcó su atención y presupuesto en reclamar los territorios devastados por el tiberio, poniendo fin a un largo proceso de desarrollo económico, científico y militar. Esto provocó una acérrima respuesta por parte del ejército y varios sectores de la población, puesto que recordaban que aunque los noditas en sus inicios fueron poco más que fanáticos y alborotadores, en menos de una década consiguieron hacerse con el control países enteros, reclutar millones de seguidores y desarrollar una avanzada infraestructura bélica y tecnológica casi adueñándose del mundo entero; todo sin que las naciones más poderosas del mundo pudieran impedirlo, temiendo que solo era cuestión de tiempo para que el descontento, el miedo y el colapso social en las zonas ajenas al control de la GDI, fueran la semilla para que hermandad se reagrupara, reorganizara y contraatacara.
Este incesante temor por parte del público y las fuerzas armadas ganaron el apoyo parcial de varios miembros importantes del alto mando, que dieron luz verde a la creación una unidad de élite experimental a la que se apodó “Garras de acero” cuyo único objetivo sería el suprimir por la fuerza toda entidad hostil que supusiera un riesgo para la GDI. Los Garras de acero se caracterizan por centrar su estrategia en relegar las tácticas más sutiles por un brutal y contundente asalto directo, empleando vehículos fuertemente armados y acorazados bajo el manto de poderosa artillería, manteniendo a la infantería como mero apoyo cercano, siendo los Garras de acero el peso pesado de toda la facción GDI.
```
      Unidades únicas: Wolverine, Titan, Gigante, Extractora de transporte, Transporte de reparación e ingeniero de combate.
      Mejoras únicas: Blindaje adaptable.
```

#### ZOCOM (Zone Operations Command)(Subfacción)
Esta Subfacción creada a partir de soldados que fácilmente se adaptaron a ambientes dañinos y adversos causados por el tiberio, son la contraparte de los Garras de Acero, la ZOCOM se centra en reclamar territorios infestados por el tiberio para la GDI. El soportar la radiación del dañino cristal y las tormentas de iones no son los únicos riesgos, las zonas rojas donde operan están plagadas de bandidos y carroñeros mutantes, así como también fanáticos noditas que constantemente acosan las brigadas de limpieza y recuperación, debido a que la labor de la ZOCOM es completamente opuesta a las enseñanzas de Kane, quien había promulgado acelerar la expansión del tiberio por todo el mundo. Su capacidad militar se centra en unidades de asalto rápido, destinadas a misiones con un alto grado de exposición a los nocivos agentes del tiberio. La piedra angular de esta facción es su infantería, más efectiva y fuerte que sus contra partes de otras facciones; es el armamento sónico donde recae se mayor ventaja, que le da a sus unidades la capacidad de causar más daños a varias unidades a la vez. Ante el enfoque en la defensa y la velocidad, flaquean en el uso de vehículos al no tener acceso a cañones electromagnéticos o artillería.
```
      Unidades únicas: Zone raiders, Extractora cohete, Triturador de zona y Orcas de armamento sónico.
      Mejoras únicas: Trajes antirradiación de tiberio.
```

### NOD(Facción)
Esta facción no se considera parte de algún ejército o nacionalidad, solo son fieles a NOD, y más bien se consideran como parte de una nueva religión, creen en su líder Kane al caudillo que evolucionará a la raza humana, son capaces de sacrificar todo por la hermandad.

#### La Mano Negra(Subfacción)
Este ejército se le considera como los purificadores, ya que esta facción es la única con la llama purificadora(fuego azul). Esta facción posee una fuerza avasalladora en el campo de batalla, pero a la vez carece de flexibilidad al no poder entrenar y construir unidades invisibles y aviación.
```
      Unidades únicas: Purificador, Confesor Cabal, Mantis.
      Mejoras únicas: láser sobrecargado, llama purificadora, y discípulos de la mano negra.
```

#### Siervos De Kane(Subfacción)
Es considerada como el ejército personal de C.A.B.A.L. y que nunca fueron activados hasta 2052. Los Siervos de Kane en realidad son ciborgs. Juran su lealtad a Kane por despertarlos, y no sienten emociones. 
```
      Unidades únicas: Los Despiertos, Los Iluminados, Soldados del Tiberio. 
      Mejoras Únicas: piernas cibernéticas y láseres sobrecargados.
```

### SCRIN(Facción)
Esta facción misteriosa aparece después de que la G.D.I. activa los cañones de iones sobre el templo base, se sabe muy poco de ellos pero tienen una extraña forma de extraer tiberio y usarlo como arma.

#### TRAVELER-59(Subfacción)
Rápidos, manipuladores y de aproximación flexible, esta facción sustituye la fuerza bruta por una metodología de combate más fina. Usan sus esclavos mentales para socavar las mejores armas de enemigo y usarlas en su contra.

#### REAPER-17(Subfacción)
Esta facción se centra en la fuerza bruta y en los ataques rápidos. La mayoría de sus tropas usan el tiberio como arma, siendo mejor que las normales en las otras subfacciones en cuanto a fuerzas terrestres, pero su fuerza aérea es menor que las otras.

## Unidades

### G.D.I. / Z.O.C.O.M. /Garras de acero
- Pelotón de Fusileros: Las tropas de Infantería ligera de primera línea, provistos con rifles de asalto, son efectivos contra infantería pero ineficientes ante vehículos o edificios, además de estar completamente indefensos frente aeronaves. Es una de las primeras unidades militares que se pueden adquirir al principio de la partida al resultar económicos y rápidos de entrenar, cuentan con la habilidad de construir búnkeres capaces de albergar dos pelones de infantería donde pueden atacar y mantenerse protegidos.

Mejoras: Munición AP, blindaje avanzado (G.D.I.) , Trajes antirradiación de tiberio. (Z.O.C.O.M.).
- Escuadrón de misiles: El complemento a los fusileros, la rama de soldados de infantería antiblindaje, Armados con un par lanzamisiles pueden repeler en situaciones tempranas del combate a unidades aéreas y vehículos ligeros, no es muy eficaz contra unidades pesadas además de ser sumamente vulnerables a la infantería enemiga.

Mejoras: blindaje avanzado (G.D.I.), Trajes anti- Radiación De tiberio. (Z.O.C.O.M.).
- Granadero: Unidades de infantería con una alta resistencia al daño, equipados con granadas de alto impacto poco útiles contra vehículos pero letales frente infantería y edificios, todo a costa de un ataque lento y muy impreciso contra objetivos móviles, solo pueden atacar unidades terrestres, pueden actualizarse con granadas de PEM capaces de desactivar vehículos y edificios. Tienen la habilidad de eliminar infantería instantáneamente cuando se encuentra resguardada en alguna estructura.

Mejoras, blindaje avanzado (G.D.I), Trajes antirradiación de tiberio. (Z.O.C.O.M.). Granadas de PEM (GDI y Z.O.C.O.M).
- Ingeniero: Útil y flexible, pero desarmado y lento, el ingeniero es la columna vertebral de la GDI al llevar a cabo las funciones logísticas y de mantenimiento como reparar estructuras, capturar edificios y echar a funcionar andadores averiados.

- Ingeniero de Combate: Sus funciones son idénticas a las de los ingenieros habituales con la excepción de que lleva una ligera chaqueta anti-metralla que le aporta un poco más de resistencia, en caso de toparse con alguna unidad enemiga dispone de una pistola de bajo calibre, que aunque no lo hace muy efectivo en combate no lo deja totalmente indefenso. Únicamente disponible para los Garras de Acero.

- Francotiradores: Soldados de élite sigilosos y letales, capaces de acabar con pelotones de infantería desde una gran distancia de forma rápida y precisa, inclusive comandos e infantería pesada, no es para nada efectivo contra vehículos y estructuras, tienen la capacidad de fijar blancos para ser bombardeados por los Juggernaut desde cualquier punto, no disponibles para los Garras de acero.

- Soldados de asalto: Unidad de infantería pesada de élite exclusiva de la GDI, provistos de sólidas armaduras corporales que los protege de la radiación del tiberio y las armas pesadas, mientras que sus cañones electromagnéticos portátiles resultan devastadores contra vehículos y estructuras, pueden ser mejorados para detectar unidades invisibles a corto rango e incluso curarse a sí mismos, cuentan con mochilas propulsoras para cubrir largas distancias o sortear obstáculos, a pesar de su gran flexibilidad pueden ser abrumados rápidamente por unidades numerosas debido la lenta cadencia de fuego de sus ataques.

Mejoras: Mochilas de escaneo , Mochilas de energía
- Zone Raider: Son la versión de la facción Z.O.C.O.M de los soldado de asalto de la GDI en todo sentido, con la excepción de estar armados con un lanza granadas sónico en lugar de un cañón electromagnético, lo que resulta menos eficaz contra unidades individuales pero mucho más útil ante numerosas masas de enemigos, como armamento extra llevan vainas de misiles antiaéreos eficaces contra aeronaves ligeras. Los zone raiders resultan eficientes para casi toda situación en contra de casi cualquier enemigo, pues compensan la falta de la facción Z.O.C.O.M de poder de fuego frente a unidades acorazadas o muy numerosas.

Mejoras: Mochilas de escaneo, Mochilas de energía
- Comando: La unidad de infantería más devastadora al servicio de la GDI, capaz de eliminar pelotones de infantería enemiga incluyendo infantería pesada rápidamente, también cuentan con cargas explosivas capaces de destruir instantáneamente estructuras y andadores, al igual que los soldados de asalto y los zone raiders puede hacer uso propulsores que le permite sobrepasar una zona intransitable, sin capacidades antiaéreas y nula efectividad contra vehículos, es la unidad antipersonal por excelencia puesto que solo es posible reclutar un comando a la vez.

- Pitbull: Vehículo de reconocimiento y exploración rápido y de bajo coste que detecta unidades ocultas, armado con un lanzacohetes doble resulta una amenaza real frente aeronaves y vehículos medianos, puede adquirir un mortero útil para asaltos terrestres, es una unidad muy capaz en casi todos los aspectos, pero su escaso blindaje lo hace un vehículo más apto para ataques rápidos que para asaltos directos.

Mejoras: Mortero
- Transporte de tropas: Vehículo de transporte armado con una ametralladora capaz de fijar blancos terrestres y aéreos, un equilibrio perfecto entre resistencia y movilidad, la infantería puede acuartelarse en su interior y seguir atacando mientras se encuentra protegida, pero si el transporte es destruido las unidades en su interior correrán la misma suerte, adicionalmente tiene la capacidad de plantar un campo minado.

- Transporte de reparación: Versión de los Garras de Acero del Transporte de tropas estándar, excepto que en lugar de una ametralladora cuenta con un brazo de grúa y un don para efectuar reparaciones a los demás vehículos, exclusivo de los steel talons.

- Wolverine: Andador ligero equipado con dos ametralladoras pesadas, es efectivo contra otras unidades terrestres ligeras como infantería y vehículos livianos, pero no lo es tanto frente a enemigos de grueso blindaje. Solo está disponible para los Garras de Acero.

Mejoras, Munición AP
- Tanque Predator: Tanque mediano, ideal para ataques rápidos y brindar soporte anti-vehículos, su chasis reforzado comparte tanto un buen blindaje como una buena movilidad, es lo suficientemente robusto para derribar obstáculos y arroyar infantería.

Mejoras, Cañón electromagnético (G.D.I).
- Titan: Andador medio equipado con mayor blindaje y potencia de fuego que el Predator, aunque más costoso y lento. Gracias a su gran tamaño puede aplastar vehículos medianos y disparar por sobre los edificios o irregularidades del terreno, dándole ventajas sobre sus equivalentes. Este vehículo reemplaza al Predador para los Garras de acero.

Mejoras, Cañón electromagnético, Blindaje adaptable (Garras de acero)
- Triturador: Aerodeslizador que dispara potentes descargas sónicas que atraviesan el blindaje, letal contra infantería agrupada pero tiene una lenta cadencia de disparo, solo para la G.D.I.

- Triturador de zona: Versión del triturador de la Z.O.C.O.M. pero con la habilidad sobrecargar su cañón para lanzar una descarga más potente pero tras usar esa habilidad desconecta al triturador por 10 segundos.

- Estación móvil: Vehículo que se despliega en una base de combate: desplegado cuenta con un par de cañones terrestres y baterías antiaéreas, además puede reparar vehículos cercanos y detectar unidades ocultas, completamente desarmado y vulnerable mientras se desplaza.

- V.M.C.: Vehículo de mando que se despliega en la base principal de la base, está desarmado pero es lo suficientemente grande para arroyar a la infantería.

- Catapulta: Unidad Antiaérea sin capacidad de ataque a tierra, armado con cuatro cañones de alto calibre específicamente para mantener a raya las aeronaves enemigas, actúa básicamente como una torreta móvil aunque no detecta unidades invisibles.

- Tanque Mammoth: Colosal tanque acorazado provisto de dos cañones gemelos de alto impacto y racimos de misiles, su lento desplazamiento lo hace más vulnerable a ataques de PEM y bombardeos, pero de una potencia de fuego sin igual en el campo de batalla.

- Mejoras, cañón electromagnético(No disponible para la Z.O.C.O.M.).

- Juggernaut: Artillería andante capaz de lanzar poderosas andanadas desde largas distancias, el Juggernaut puede ser fácilmente destruido especialmente por los comandos si se aprovecha su radio mínimo de ataque y su lento ritmo de disparo, pero es lo suficientemente grande para aplastar vehículos y unidades pequeñas, cuenta con la habilidad de lanzar un disparo a un objetivo en la línea de visión de un pelotón de francotirador desde cualquier distancia.

- Gigante: Versión más resistente del juggernaut desarrollado por los Garras de acero, cambia la habilidad de bombardeo por un blindaje y una velocidad de disparo ligeramente más elevados. Para tener más protección, cuenta con un búnker para alojar a un escuadrón de infantería.

- M.A.R.V. Mammoth Advanced Reclamation Vehicle: Vehículo superpesado lento e inmensamente resistente, armado con un triple cañón sónico con un amplio radio de daño, capaz de hacer añicos unidad terrestres solo con unas cuantas descargas, el M.A.R.V. puede recolectar y procesar recursos al instante al desplazarse sobre el Tiberio, aunque con menor eficiencia que una cosechadora, 4 unidades de infantería pueden guarecerse permanentemente para agregar un nuevo tipo de arma sobre su chasis, estos son los efectos que hace la infantería adentro del M.A.R.V.

- Tiradores: Ametralladora Gatling.
- Escuadrón de Misiles: lanzacohetes.
- Granaderos: Lanzagranadas.
- Zone Raider: Lanzagranadas Sónico.
- Soldados de asalto: Cañón electromagnético.
- Ingeniero: Cúpula de autorreparación.
- Francotiradores: Nido de francotiradores.

- Orca: Aeronave de asalto armada con misiles aire-tierra sin capacidad antiaérea, para la Z.O.C.O.M. cuenta con un lanzagranadas sónico con un radio de efecto mayor, pero más impreciso.

- Firehawk: Aeronave polivalente con la capacidad de hacer las funciones de bombardero y caza dependiendo del armamento asignado en el aeródromo, siendo estos bombas de caída libre o misiles aire-aire.

Hammerhead':Helicóptero Transporte eficiente contra infantería y ciertos vehículos, vulnerable a Otras Aeronaves, puede transportar infantería y esta disparar dentro de la unidad.

### Nod / Mano Negra / Los Siervos de Kane
- Miliciano: Infantería básica; jóvenes soldados débiles pero más baratos en comparación a los fusileros pueden ser molestos en grupo. No sirven contra vehículos disponible solo con Nod. Mejoras: infusión de tiberio, confesor CABAL.

Confesor CABAL: Infantería de élite; los sacerdotes de la hermandad, equipados con un rifle ametralladora. Los confesores son unidades de infantería letal que pueden diezmar tropas enemigas en cuestión de segundos, cuentan con un aura que mejora la efectividad de las tropas alrededor de ellos y cuentan con la habilidad de lanzar granadas alucinógenas sobre el enemigo.
- Despiertos: Infantería ciborg; la mejor infantería de primera línea de fuego pero algo lentos, los despiertos destrozan pelotones de infantería y cuando se enfrentan a vehículos pueden desactivarlos con una carga de EMP, vulnerable contra aeronaves, disponible solo con Los Siervos de Kane.

- Fanáticos: Unidad suicida que provoca daños graves a vehículos y estructuras, poco eficientes contra infantería.

- Mano Negra: Tropas de Elite de Nod, resisten mucho al daño y elimina a la infantería guarnecida con sus lanzallamas, la mano negra es una unidad de infantería letal que al resistir mucho daño puede provocar daños masivos a los edificios así como a la infantería enemiga, su vulnerabilidad son las unidades anti infantería y las aeronaves.

- Equipo Sombra: Asesinos especializados de la hermandad, estas tropas acaban rápidamente con la infantería, son invisibles, pueden volar pero no atacan aeronaves, capaces de plantar cargas explosivas en las estructuras dañándolas, poseen la habilidad que les permite colocar una baliza para marcar una zona como objetivo de ataque para los Espectros, son ineficaces contra vehículos.

- Soldado de Tiberio: Equivalentes de Mano Negra pero más débil y rápido, los soldados de Tiberio lanzan tiberio líquido que elimina a la infantería guarnecida y es vulnerable a aeronaves, el tiberio líquido puede ralentizar vehículos.

- Iluminados: Infantería de élite; similar a un Soldado de Asalto, los Iluminados puede acabar con vehículos y estructuras, tienen la misma habilidad que los Despiertos de lanzar un rayo de EMP que desactiva temporalmente estructuras y vehículos, ideales para ataques rápidos.

- Moto de ataque: Unidad de reconocimiento; más rápida que el Pitbull aunque más débil, la moto de ataque va equipada con un lanzamisiles que se usan en una emboscada, es fuerte contra aeronaves, detecta unidades invisibles.

- Buggy Raider: Vehículo ligero; igual a un Transporte de Tropas pero más rápido y barato, el Raider Buggy tiene una ametralladora que acaba con la infantería y aeronaves, potente en grandes números, se mejoran con bobinas EMP que inhabilita a los vehículos y edificios cercanos, pero también inhabilita al buggy, la facción de Nod puede mejorarlo con capacitores láser que aumentan su potencia de fuego.

- Tanque Escorpión: Vehículo ligero; más barato y rápido que el Tanque Predator de la G.D.I. el Tanque Escorpión acaba con vehículos ligeros y pesados ideal para una emboscada. Se pueden mejorar con palas excavadoras, lo que les da una resistencia mejorada contraataques frontales, les permite eliminar minas y pasar por sobre infantería pesada como los soldados de asalto de la GDI la facción de Nod puede mejorarlos con Capacitadores Láser. Ineficiente contra infantería.

- Tanque Lanzallamas: Vehículo medio; como lo dice su nombre el tanque lanzallamas está equipado con un lanzallamas doble que elimina a la infantería y estructuras comienza en estado veterano con la mano negra y es mejorable con llama purificadora. Disponible con La Mano Negra y NOD.

- Reconocimiento: Vehículo de transporte, no ataca pero es muy rápido y resiste mucho el fuego enemigo, el Reconocimiento se transforma en un búnker estacionario por lo que la infantería puede dispara dentro de él, si el búnker es destruido la infantería guarnecida muere, puede mejorarse con pala excavadora.

- Cañón de Rayos: Vehículo ligero; el Cañón De Rayos emite un Láser potente sobre un vehículo y/o estructura, puede combinar sus disparos para incrementar su ataque los cuales los vuelve peligrosos ante estructuras importantes, también pueden cargar los Obeliscos de Luz incrementando el daño y su alcance, también puede refractar su láser a través de las naves Venom, pero para ello las naves deben estar estáticas y estar al alcance unas de otras y del cañón de rayos es vulnerable a aeronaves.

- Tanque Invisible: Tanque rápido, potente e invisible, lanza una ráfaga de misiles sobre un vehículo o aeronave, es muy vulnerable mientras carga su siguiente ráfaga.

- Espectro: Artillería media; lanza proyectiles desde una gran distancia, el Espectro puede acabar con vehículos es muy rápido e invisible pero débil ante la infantería o aeronaves y es vulnerable cuando se prepara para disparar.

- Mantis: Robot antiaéreo; el Mantis lanza misiles sobre las aeronaves destrozándolos en segundos, se pueden enfrentar a aeronaves pesadas como la Nave Nodriza o el Portador de Asaltos Planetarios, pero son vulnerables a las unidades en tierra por lo que deben protegerse. Disponible solo con La Mano Negra.

- Avatar: Andador pesado; puede acabar con cualquier vehículo, el Avatar ataca con un cañón láser potente a una excelente distancia, puede tomar tecnología que adquiere destruyendo un vehículo de NOD y usar sus habilidades:

- Moto de ataque: Adquiere detección de unidades invisibles
- Tanque Lanzallamas: adquiere un lanzallamas a corto alcance
- Tanque Invisible: Puede hacerse invisible mientras esta estático
- cañón de rayos: adquiere un segundo cañón láser, lo que aumenta su cadencia de fuego.

- Redentor: Unidad épica de la hermandad, este andador tres veces más grande que un avatar está armado con un cañón láser derivado del obelisco de luz que se divide en 3 láseres, el Redentor tiene una habilidad llamada Generador de Ira; hace que las unidades cercanas del enemigo no puedan recibir órdenes y ataquen a cualquier unidad o edificio cercano sin importar si son aliados o no, La infantería puede guarnecerse de manera permanente otorgándole las siguientes habilidades:

- Miliciano/Despierto/Confesor CABAL: Ametralladora Pesada
- Miliciano Lanzacohetes: Lanzamisiles
- Saboteador: Autorreparación
- Mano Negra: Lanzallamas
- Tropa Del Tiberio: Lanza tiberio líquido

- Venom: Aeronave ligera con habilidad de detección de unidades invisibles; disponible solo con NOD y Los Siervos de Kane, está armado con una ametralladora pesada que elimina la infantería, también ataca aeronaves, no sirve contra vehículos.

- Bombardero Vértigo: Aeronave avanzada; Es rápido e invisible pero costoso, el Vértigo puede lanzar bombas que destruyen edificios y vehículos estacionarios, también trae equipado una ametralladora ligera antiaérea no muy dañina pero eficaz, puede mejorarse con cápsulas de disrupción que le permite lanzar una cápsula de invisibilidad, haciendo invisibles a las unidades cercanas.

### Scrin / Reaper-17 / Traveler-59
- Zumbadores: Especie de insectos alienígenas, pueden acabar con la infantería en segundos pero se tienen que acercar y son vulnerables, el daño no reduce su eficacia como los pelotones humanos.

- Desintegradores: Estos Aliens disparan rayos láser que destruyen cualquier vehículo también si se les aplasta explotan causando graves daños, no sirven contra aeronaves, pueden mejorarse con articuladores avanzados que incrementan su velocidad.

- Asimilador: Ingeniero Alien, cuando no se mueve se hace invisible, está desarmado.

- Saqueador: Alien con la habilidad de lanzar fragmentos de tiberio. El Saqueador es muy fuerte contra la infantería y tienen la habilidad de detonar el tiberio de dentro de los silos, refinerías y recolectores. Es la unidad de infantería más veloz del juego, puede mejorarse con articuladores avanzados (Traveler-59) o con lanzadores de fragmentos azules (Reaper-17).

- Sectario: Es un humano esclavizado a causa de una especie de parásito alienígena en su cabeza. Carece de armas, pero puede controlar la mente de sus enemigos. Solo disponible con Traveler-59.

- Soldado de asalto: Un alien potente y acorazado. Tienen la habilidad de teletransportarse y son muy fuertes contra los vehículos y aeronaves cuando se mejoran con lanzadores de discos.

- Cerebro: Una especie de comando alien capaz de controlar la mente. Tiene la habilidad de teletransportar tropas y es muy rápido.

- Prodigio: Un Cerebro mejorado, con las mismas capacidades más la de poder controlar tropas en una pequeña área durante un tiempo, ideal para ataques sorpresa. Tiene un mejor control mental. Solo disponible con Traveller-59.

- Andador: Alien de gran tamaño parecido a un insecto. Es fuerte contra la infantería.

- Andador de fragmentos: Una variante del Andador, pero este cuenta con fragmentos de tiberio que producen un mayor daño, pueden mejorarse con escudos atenuados y fragmentos de tiberio azul. Solo disponible con Reaper-17

- Buscador: Unidad alien parecida a un tanque ligero. Dispara discos de plasma contra unidades aéreas como a otros vehículos, se puede mejorar con un lanzador de fragmentos.

- Corruptor: Alien parecido a un insecto. Dispara toxinas potentes contra infantería y estructuras. Puede reparar vehículos Scrin cuando se le ordena atacarlos. Cuando ataca genera visceroides, que atacan a cualquier unidad, scrin o humana.

- Tanque Devorador: Tanque alien. Dispara un haz de plasma que puede ser mejorado si extrae tiberio. Es muy débil ante la infantería. No disponible con Traveler-59

- Trípode Aniquilador: Andador alien temible. Tiene unos brazos robóticos que disparan un haz de plasma, y gracias a eso puede atacar a tres objetivos a la vez, se puede mejorar con generadores de campos de fuerza que les otorgan un escudo, cuando se acerca a vehículos y edificios puede inhabilitarlos gracias a que emiten EMP a muy corta distancia.

- Tripode Reaper: Un Trípode Aniquilador mejorado. Tiene la capacidad de poder extraer tiberio y usarlo para mejorar sus armas. Es más duro y potente y además se puede mejorar con reservas de conversión que les permite acumular más tiberio para atacar. Solo disponible con Reaper-17

- Mecapodo: Parecido a un ciempiés. Este enorme alien tiene la capacidad de generar hasta ocho secciones con diferentes armas. Potente contra todo tipo de unidad. Puede ir regenerando las secciones perdidas, pero si muere la cabeza el resto del cuerpo también.
- Hexapodo Erradicador: Una forma de vida alienígena completamente destructiva y masiva. Lanza discos de plasma de tiberio, y se puede obtener recursos por las muertes dentro de su campo de acción. Se puede guarnecer con infantería:

- Desintegradores: adquiere rayos láser eficaces contra Vehículos
- Soldados de asalto: puede lanzar discos de plasma eficientes contra aeronaves
- Asimiladores: puede auto-repararse.
- Prodigio: adquiere la habilidad de teletransportarse, lo que le permite entrar y/o salir rápidamente al campo de batalla

- Jinete de la Tormenta: Principal unidad aérea alien. Muy destructivo en hordas, sirve tanto de ataque como defensa. Es potente prácticamente contra vehículos y edificios, prácticamente inútil contra infantería.

- Nave de Drones: VMC alien. Este VMC tiene la capacidad de volar, pero es ligeramente más lento que los otros VMC.

- Portaaviones de Asalto Planetario: Aeronave de un gran tamaño. Este portaaviones tiene hasta ocho pequeñas aeronaves muy versátiles parecidas a los Jinetes de la Tormenta. Esta nave puede generar una tormenta de iones a su alrededor, la tormenta de iones autorepara las unidades aéreas de los scrin. ideal contra edificios y vehículos pesados. No disponible con Reaper-17.

- Buque de Guerra Devastador: Aeronave de gran tamaño. Muy destructivo contra todas las unidades terrestres y edificios. No puede atacar unidades aéreas por lo que se recomienda una escolta. No disponible con Reaper-17.

## Estructuras

### G.D.I. / Z.O.C.O.M. / Garras de Acero
- Planta de energía: necesaria para proporcionar energía a la base, si la base se queda sin energía las defensas no servirán y los tiempos de construcción y entrenamiento se verán aumentados. Mejora: Turbinas Avanzadas (Puesto de Comando).
- Refinería: Estructura de recursos con una extractora gratis, recolecta el tiberio y lo procesa para convertirlo en recursos. Las distintas subfacciones de la GDI cambian el tipo de extractora.
- Mejoras: Ninguna.

Barracones: entrena toda la infantería y desbloquea la construcción de la armería.
- Fábrica de Guerra: construye y repara todos los vehículos.
- Puesto de comando: esta estructura tecnológica desbloquea el nivel medio de tecnología de la G.D.I. Z.O.C.O.M. y los Garras de Acero, además desbloquea el aeropuerto, el centro tecnológico y proporciona el escaneo de radar que revela una parte del mapa.
- Aeropuerto: Construye las unidades aéreas, como los Orcas, Firehawk, y los Hamerheads, además los repara y los recarga.
- Armería: Compra todas las mejoras para la infantería y la cura, desbloquea a los francotiradores.
- Centro Tecnológico: desbloquea toda la tecnología y compra mejoras para los vehículos .
- Centro Espacial de Comando: estructura tecnológica que proporciona estos poderes de apoyo:

Lanzamiento de soldados de asalto, Bombardeo Orbital y Ataque de EMP. 
- Defensas

- Torre de Vigilancia: torre armada con dos torretas de 7,62 mm es fuerte contra infantería pero no sirve contra vehículos y aeronave puede detectar. Unidades invisibles Mejoras: Munición AP.
- Cañón Guardián: Cañón fuerte contra vehículos ligeros no sirve mucho contra vehículos pesados como tripoides aniquiladores y avatars. Detecta unidades invisibles Mejoras: Railgun(Mejora no disponible con la Z.O.C.O.M.).
- Batería Anti-aérea: Batería que solo sirve contra aeronaves tiene una buena capacidad de ataque detecta unidades visibles. Mejoras: Cargas de Tungsteno.
- Emisor Sónico: Torreta que dispara rayos sónicos que destruyen cualquier vehículo ligero y pesado el rayo sónico atraviesa el blindaje pero no nada preciso con unidades rápidas, detecta unidades invisibles. Mejoras: ninguna.
- Torre de control: puede reparar aviones y los recarga pero no los construye .
- Centro de Cañón de Iones: estructura que puede dispara el cañón de iones a cualquier objetivo tienen que pasar 7 minutos para usar el cañón de iones.

### NOD / La mano negra/ Los siervos de Kane
- Planta de energía: necesaria para proporcionar energía a la base si la base se queda sin energía las defensas no servirán y los tiempos de construcción y entrenamiento disminuirán Mejoras; Núcleo de tiberio.
- Refinería: estructura de recursos con una extractora gratis recolecta el tiberio y lo procesa para convertirlo en recursos.
- Mano De NOD: Entrena toda la infantería y desbloquea el santuario secreto.
- Fábrica de Guerra: Construye y repara todos los vehículos.
- Centro de Operaciones: Estructura que desbloquea la torre de vuelo, el laboratorio tecnológico y un misil que desactiva el radar del enemigo por unos minutos.
- Torre de Vuelo: Construye los aviones y los repara.
- Santuario Secreto: Desbloquea las mejoras para la infantería.
- Laboratorio Tecnológico: Desbloquea edificios avanzados y compra mejoras para los vehículos.
- Planta Química de Tiberio: Estructura que proporciona estos poderes de apoyo.

plantación de tiberium, bomba de vapor de tiberium, misil catalizador de tiberium, detonación de campos de tiberium. 
- Defensas

- Torreta Trituradora: Torre conformado por un centro que despliega tres torretas que deparan balas de calibre 7,62mm si una es destruida se regenera con el tiempo, para destruir las torretas se tiene que destruir el centro. Fuerte Contra Infantería Y detecta unidades invisibles. Mejoras: Torretas Cuádruples, Láseres cargados, láseres sobrecargados(Siervos de kane).
- Torreta Láser: Tiene la misma función que la torreta trituradora pero esta sirve contra vehículos detecta unidades invisibles.
- Torreta SAM: es igual a la torreta trituradora y a la torreta láser pero esta es antiaérea, lanza misiles que pueden destrozar aviones enemigos. Mejoras: Torretas Cuádruples, Misiles de tiberio.
- Torre de disrupción: Esta torre crea un campo de invisibilidad que oculta unidades y edificios aliados no se oculta ella misma por lo que puede delatar la base que oculta no está disponible con la mano negra.
- Obelisco de Luz: Esta torre es un arma anti-vehículo muy útil contra unidades terrestres, para los milicianos es considerado algo religioso, puede cargarse con los cañones de haz, detecta unidades invisibles.
- Templo de NOD: Estructura que proporciona un misil nuclear en 7 minutos, el misil nuclear causa daños catastróficos en la base enemiga, si la base es atacada con un PEM el templo de NOD tiene una habilidad que anula sus efectos.

### SCRIN/ REAPER-17 / TRAVELER-59
- Reactor: Proporciona energía alien
- Extractor: refina el tiberium (si capturas uno de estos ya no necesitas silos) regala una Harvester
- Portal: entrena infantería alien
- Esfera de Guerra (War sphere): construye y repara vehículos alien también provee el poder de drones de emergencia
- Estabilizador Gravitatorio: construye toda las aeronaves alien
- Centro Neurálgico: desbloquea la tecnología media alien
- Asamblea Tecnológica: desbloquea toda la tecnología alien
- Centro de Comunicaciones: desbloquea los poderes alien
- Defensas(todas las defensas detectan unidades invisibles)
- Nido de Zumbadores: nido que almacena un enjambre de zumbadores fuerte contra infantería
- Cañón de Fotones: cañón que dispara discos de plasma fuerte contra vehículos
- Batería de Discos de Plasma: defensa antiaérea que dispara discos de plasma
- Columna de Tormentas: temible columna que dispara rayos de tormentas de iones es fuerte contra todo y desvía los misiles hacia otros objetivos pero es la defensa más cara
- Generador de Fisuras: genera una agujero negro que dura 20 segundos

## Poderes de protocolos
Los poderes de protocolos son poderes que pueden ser usados para destruir enemigos algunos son para defensa recursos o de ataque los poderes cuestan dinero una superarma es un protocolo de poder gratis

### G.D.I. / Garras de acero / Z.O.C.O.M
- Escaneo De Radar(300$): Revela una parte seleccionada del mapa y revela unidades invisibles
- campo de repulsiones sónicas(500$): Defiende la estructura evita que sea capturada y que sea destruida por comandos también incrementa la resistencia de la estructura
- orca strike(500$): Son bombarderos orcas q disparan sobre un objetivo seleccionado
- Bombardeo Orbital (4000$): Aunque esta caro este protocolo sirve mucho para bombardear una base enemiga con cargas que caen desde el espacio si el bombardeo destruye un edificio se libera un rayo de emp
- Acelerador de Railes (3000$): Poder disponible solo con los Steel Talons para usar este poder hace que todas las armas aliadas que contengan railgun disparen más rápido pero hay que tener cuidado al usarlo ya que cuando se usa el poder las unidades afectadas irán perdiendo puntos de vida
- Artillería de Choque(2000$): Una bomba de emp cae sobre un objetivo seleccionado esto sirve mucho para retrasar las superarmas enemigas
- Despliegue Orbital(4500$): Este poder es de refuerzos hace que caigan soldados de asalto de asalto o zone raiders veteranos desde el espacio (dependiendo que facción se use) no disponible con los Steel Talons
- Bloodhounds(1500$): Poder de refuerzo hace que 4 trasportes V35OX traigan dos pitbull y apc veteranos. En el caso de los Steel Talons, los transportes traerán dos Wolverines y dos Pitbulls.

- Francotiradores(3500$): Igual que el bloodhounds pero trae francotiradores veteranos

### NOD / Mano negra / siervos de kane
- Cerca láser (500$): Proporciona una cerca láser que además de aumentar la defensa del edificio impide que este sea capturado por ingenieros enemigos. Disponible con Nod, Black Hand y Marked Of kane
- Campo de invisibilidad: Hace que los vehículos aliados se mantenga permanentemente invisibles lo cual sirve mucho para hacer invisible una unidad épica, hay que tener cuidado usando este poder sobre la infantería ya que la infantería que se exponga a este poder muere inmediatamente.
- Bomba de Vapor de Tiberium: Una bomba de tiberium que hace que las estructuras o cercanías cerca de la explosión resulte altamente dañada una debilidad de usar este poder es que lo trae un bombardero y ese bombardero puede ser destruido y la bomba no tendrá efecto.
- Misil de bloqueo de radar: Este poder al ser activado lanza una misil de interrupción que inhibe el radar enemigo.
- Copiar Ejército(500$): Crea un holograma de una unidad seleccionada creando confusión entre los enemigos el holograma ataca pero no hace daño.
- Copiar Templo: Crea una copia del templo de nod (si el contador llega a 0 no lanzara el misil nuclear) solo disponible con la black hand.
- Redención: Poder solo disponible con nod, este poder es un gran refuerzo ya que hace que cualquier miliciano muerto dentro de su área de efecto reviva en Cyborgs Awakened(si hay tropas dentro de edificios y son eliminados el poder no tendrá efecto)
- Misil Catalizador de Tiberio: Un misil balístico creado por Kane que hace que caiga un misil de tiberium líquido sobre un área destruye refinerías por lo que sirve para desbaratar la economía del oponente, también hace reacción química con el tiberium haciendo que con la explosión el tiberium cercano explote causando daño a cualquier cosa que este cerca
- Detonación de Campos de tiberio: El más fuerte poder de la hermandad de Nod hace que en el centro de un campo de tiberium explote por completo si hay una base muy cerca un campo de tiberium y este poder es utilizado tiene el peligro de perder la mitad de la base
- Ataque de Equipo Sombra: Poder de refuerzo hace que 2 pelotones veteranos de equipos sombre vuelen sobre el área seleccionada sirve mucho para espiar lo que hace el enemigo
- Campo Minado: Un bombardero soltará minas altamente volátiles sobre una zona las minas son capaces de destruir unidades épicas si se usan correctamente es recomendable que este poder se use de defensa o de ataque para minar campos te tiberio para destruir los recolectores enemigos.
- minas magnéticas: Disponible solo con los marked of kane este poder es igual que el campo minado pero en vez de explotar se adhieren a los vehículos enemigos causándoles daños constantemente sirve para destruir vehículos juntos y sin ataque aéreo, ya que el ataque lo lanza un avión y si destruyen ese avión las minas no son lanzadas.